# Атанас Янев
Атанас Янев е български бизнесмен и политик, кмет на Дупница в периода 2007 – 2011 г.

## Биография
Атанас Янев е роден на 30 март 1950 г. в Дупница. Избран е през 2007 г. за кмет на община Дупница, като независим кандидат с подкрепата на десните сили в града.